# Pille Tamás
Pille Tamás (Budapest, 1970. június 29. –) magyar színész.

## Életpályája
A gimnázium  után felvételt nyert a valamikori Arany János Színház stúdiójába. Annak elvégzése után a Színház megszűnéséig a társulat tagja maradt. 1995–1998 a Mikroszkóp Színpadra, onnan 2000-ig az Egri Gárdonyi Géza Színházhoz szerződött. Hat éven át ezzel párhuzamosan egy svájci és egy lengyel társulattal járja a világot. Operettekkel lép fel Európa és Izrael számos színházában.
2002-től rendezett a Tatabányai Jászai Mari Színházban, majd 2006-tól a szlovákiai komáromi Jókai Színházban, ahol a rendezések mellett szerepeket is kapott. 2011-ben visszatért a tatabányai Jászai Mari Színházhoz ahol rendezett és játszott is. 2013-ban megalapította a Dumaszínház Gyermekelőadások társulatát, ami a Dumaszínház külön tagozatává vált. 2015-ben elérte a 150. előadást a "Süsü a sárkány" című rendezése a Komáromi Jókai Színházban, ami egyedülálló a felvidéki színjátszás történetében.
Rendezéseiben a gyermek és az ifjúsági közönséget célozza meg. Jellegzetes a bábok megjelenítése munkáiban. Játékában elsősorban groteszk karaktereket formál meg.
Dumaszínház külön tagozatává vált. 
2020 ban Visszatér a bábjátszáshoz és saját Bábszínházával rendszeresen külföldön vendégszerepel. 

## Munkái

### Színpadi szerepek
- 1989-től 1994-ig Budapest, Arany János színház Békés-Várkonyi: Félőlény (címszerep) Weöres Sándor: Holdbeli csónakos (Huang ti kínai császár) Jókai Mór: Kőszívű ember fiai  (Mauszmann diákvezér) Csukás- Dravas: Ágacska (Berci béka)
- 1995-től 98-ig Mikroszkóp színpad (kabaré szerepek, zenés blüettek)
- 1998 Eger, Gárdonyi Géza színház  Kálmán: Marica grófnő (Báró Zsupán) Jakobi: Sybill (Poár)
- 1998-tól Bázel: Scala teather, Operett gálák, túrnék az EU- ban, Izraelben.
- 1999. Turnék a Krakkói szimfonikus zenekarral
- 2002-től Tatabánya, Jászai Mari színház Arnold Wesker: A konyha (főpincér szerepe)
- 2006-tól Komárom, Komáromi Jókai Színház, Johnn Kander-Ferd Ebb-Bob Fosse: Chicago (konferanszié)

- 2007. Sütő András: Egy lócsiszár virágvasárnapja (Günter báró)
- 2008. Müller Péter – Seress Rezső: Szomorú Vasárnap (Brúnó úr)
- 2008. Kodály Zoltán – Paulini Béla – Harsányi Zsolt:  Háry János (Krucifix generális)
- 2009. Csukás – Bergendy: Süsü a sárkány (Sárkányfűárus)
- 2010. Kalocsai Színház,
- 2010. Kacsóh - Heltai - Bakonyi: János vitéz (Strázsamester) 2010 Komáromi Jókai Színház,
- 2010. Pjotr  Iljics Csajkovszkij: Diótörő (Stahlbaum főtanácsos)
- 2011. Tatabánya, Jászai Mari Színház
- 2011. Móricz-Kocsák-Miklós: Légy jó mindhalálig(Sarkady tanár úr)
- 2011. Kacsóh-Heltai-Bakonyi: János vitéz (Francia király)
- 2012. Dés-geszti: Dzsungel könyve (Majom király)
- 2018. Csukás István: Keménykalap és krumpliorr (Lópici Gáspár, színházigazgató)
- 2020. Röhögjünk együtt ( moderátor )
- 2023. Meseország mindenkié/ Efi: Légy szerencsés Batbaján ( Tupka )
- 2024. Mennyei Kávéház: Svung Bécsi Magyar Színház ( Gyuri pincér )
- 2024. Pohl Balázs-Zerkovitz Béla: Mennyei Kávéház: Svung Bécsi Magyar Színház ( Gyuri pincér )
- 2024. Tóth Eszter: Móka Miki és barátai: Szegedi Pinceszínház (Móka Miki)

### Rendezések
- 2002. Grimm-Barabás-Albert: Hófehérke meg a törpék, (Tatabánya, Jászai Mari színház)
- 2002. Futrinka utca társrendező (Budapest Bábszínház)
- 2003. Swift-Sediánszky - Barabás: Gulliver (Tatabánya, Jászai Mari színház)
- 2004. Urbán Gyula: Minden egér szereti a sajtot (Tatabánya, Jászai Mari színház)
- 2005. Csukás - Bergendy: Süsü a sárkány (Tatabánya, Jászai Mari színház)
- 2006. Grimm - Barabás-Albert: Hófehérke meg törpék  (Fogi Színháza)
- 2006. Urbán Gyula: Minden egér szereti a sajtot (Komáromi Jókai színház)
- 2007. Swift - Lénárt - Barabás: Gulliver (Fogi Színháza)
- 2007. Grimm - Albert - Barabás - Lorinczy: Hófehérke meg törpék (Komáromi Jókai színház)
- 2008. Kodály Zoltán – Paulini Béla – Harsányi Zsolt: Háry János (Komáromi Jókai színház)
- 2009. Csukás - Bergendy: Süsü a sárkány (Komáromi Jókai színház)
- 2010. Kacsóh - Heltai - Bakonyi: János vitéz (Kalocsai színház)
- 2010. Pjotr  Iljics Csajkovszkij: Diótörő  (Komáromi Jókai Színház)
- 2011. Tóth Eszter - Janikovszky Éva : Móka Miki és barátai (Tatabánya, Jászai Mari színház)
- 2011. Kacsóh - Heltai - Bakonyi: János vitéz (Tatabánya, Jászai Mari színház)
- 2012. Pille Tamás: Három kismalac (Tatabánya, Jászai Mari színház)
- 2012. Grimm-Albert-Barabás Hófehérke meg a törpék (Tatabánya, Jászai Mari színház)
- 2013. Csukás István: A Nagy Ho-ho-horgász (Tatabánya, Jászai Mari Színház)
- 2013. Tóth Eszter: Móka Miki és barátai (Dumaszínház)
- 2014. Romhányi- Ránky : Mekk Elek az ezermester (Tatabánya, Jászai Mari Színház)
- 2014. Pille Tamás : Három kismalac (Komáromi Jókai Színház)
- 2014. Romhányi- Ránky Mekk Elek az ezermester (Dumaszínház)
- 2015. Tersánszky : Misi Mókus kalandjai (Komáromi Jókai Színház)
- 2015. Pille Tamás : Sütibár (Dumaszínház)
- 2015. Tersánszky Józsi Jenő - Pille Tamás: Misi mókus kalandjai (Komáromi Jókai Színház)
- 2015. Pille Tamás : Grincs, aki nincs (Danubius Hotel Gellért)
- 2016. Ellis Kaut-Pille Tamás: Pumukli (Dumaszínház)
- 2016. Pille Tamás: Hetedhét varázslat (Dumaszínház)
- 2017. Pille Tamás: Zűrgombócok (TV 2 mesesorozat)
- 2017. Pille Tamás: Három kismalac (Vidámszínnpad)
- 2017. A.A.Milne - Baraczka: Micimackó (Dumaszínház)
- 2018. Carlo Collodi - Katarzyna Marczak: Pinokkió (Dumaszínház)
- 2019. Pille Tamás: Várban sztár (Hadart Színház)
- 2020. Pille Tamás: Röhögjünk együtt ( Szegedi Pince Színház ) Pille-Majorfalvi-Zerkovitz: Szimplán egy duplát ( Budai komédiások )
- 2023. Kasza Kriszta- Pengő Edit- Efi: Meseország mindenkié ( Svung Bécsi Magyar Színház )
- 2024. Mennyei Kávéház ( Svung Bécsi Magyar Színház )
- 2024. Parányi Parádé ( Szegedi Pinceszínház )
- 2024. Pohl Balázs-Zerkovitz Béla: Mennyei Kávéház ( Svung Bécsi Magyar Színház )
- 2024. Pille Tamás: Parányi Parádé ( Szegedi Pinceszínház )
- 2024. Tóth Eszter: Móka Miki és barátai (Szegedi Pinceszínház )